# Горнолыжный спорт на зимней Универсиаде 2011

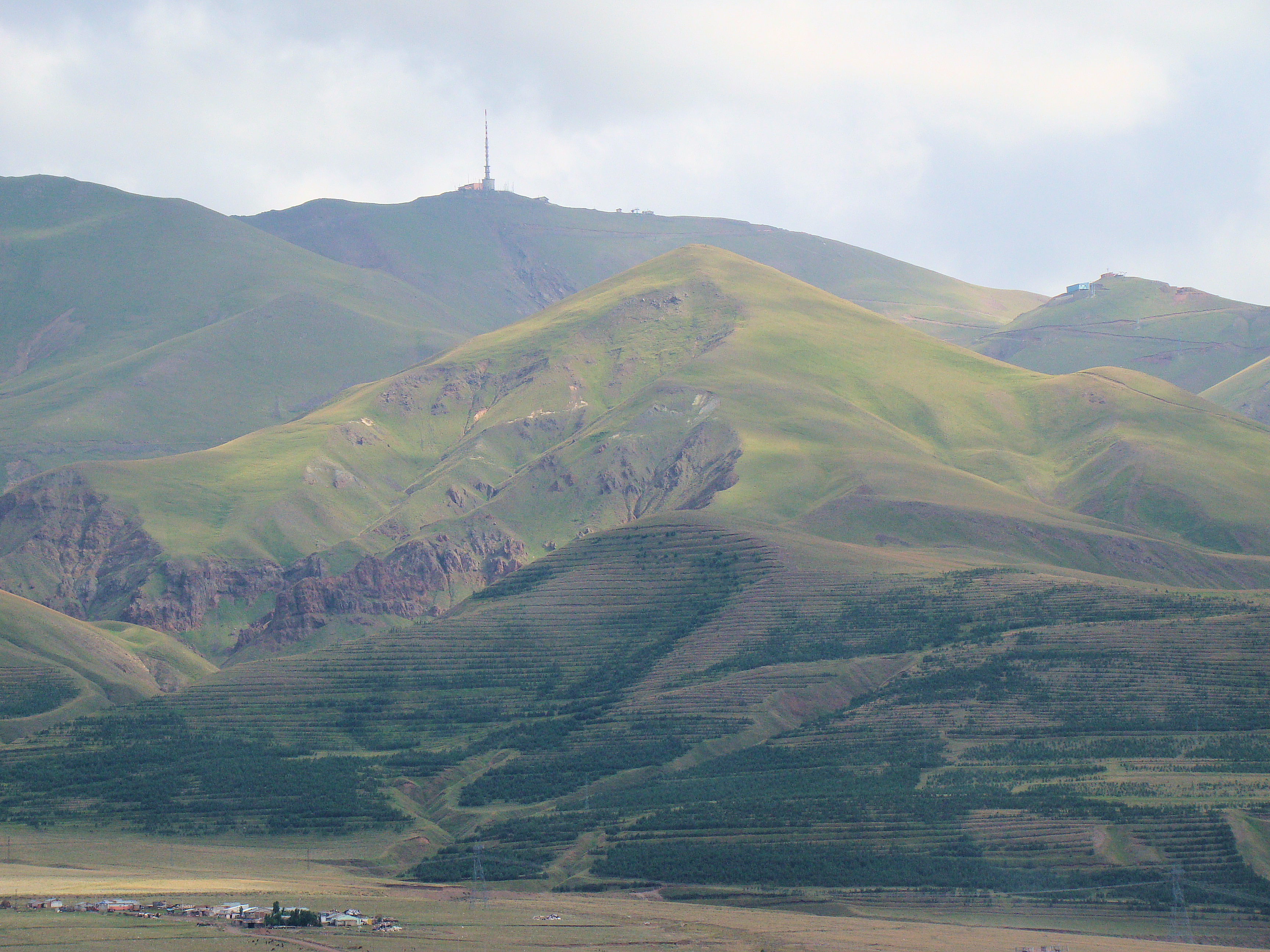
Вид на гору Паландёкен из Эрзурума в августе 2009 года

Соревнования по горнолыжному спорту в рамках зимней Универсиады 2011 года прошли с 29 января по 6 февраля. Было разыграно 8 комплектов наград: мужчины и женщины выявляли сильнейших в супергиганте, гигантском слаломе, слаломе и суперкомбинации. Из традиционных олимпийских горнолыжных дисциплин не проводился скоростной спуск.
Все старты прошли на новом горнолыжном курорте Конакли на горе Паландёкен (тур. Palandöken Dağı) в нескольких километрах от столицы Универсиада Эрзурума. На этой же горе, но на курорте, носящем названия самой горы — Паландёкен — в рамках Универсиады были проведены соревнования по фристайлу и сноуборду.
У мужчин сразу 3 спортсмена выиграли по 3 медали: австриец Бернард Граф (2 золота и 1 бронза), чех Адам Зика (1 золото, 1 серебро и 1 бронза) и швед Калле Линд (2 серебра и 1 бронза).
В целом успешнее всего выступили американские горнолыжники, на их счету 4 золота и 1 серебро. Примечательно, что во всех других видах американцы на Универсиаде в Эрзуруме выиграли лишь 1 серебро.

## Медалисты

### Мужчины
| Дисциплина        | Золото                         | Серебро                          | Бронза                         |
| Супергигант       | Адам Зика — 1:06,88 Чехия      | Калле Линд — 1:07,08 Швеция      | Бернард Граф — 1:07,14 Австрия |
| Гигантский слалом | Бернард Граф — 1:52,04 Австрия | Адам Зика — 1:52,53 Чехия        | Дуглас Хедин — 1:53,66 Швеция  |
| Слалом            | Джозеф Стиглер — 1:45,71 США   | Филип Млиншек — 1:45,84 Словения | Калле Линд — 1:45,92 Швеция    |
| Суперкомбинация   | Бернард Граф — 1:49,45 Австрия | Калле Линд — 1:49,97 Швеция      | Адам Зика — 1:50,14 Чехия      |

### Женщины
| Дисциплина        | Золото                             | Серебро                                     | Бронза                            |
| Супергигант       | Кэтлин Хартмен — 1:11,26 США       | Каролина Храпек — 1:11,41 Польша            | Кьяра Каррату — 1:11,55 Италия    |
| Гигантский слалом | Дженнифер ван Вагнер — 1:53,26 США | Лучия Маццотти — 1:53,55 Италия             | Каролина Храпек — 1:53,73 Польша  |
| Слалом            | Стерлинг Грант — 1:44,28 США       | Александра Клусь-Замедзовы — 1:44,42 Польша | Яна Гантнерова — 1:44,66 Словакия |
| Суперкомбинация   | Од Агиланью — 1:52,00 Франция      | Эрика Гент — 1:52,31 США                    | Шарлин Вьон — 1:52,78 Франция     |